# Sankt Trinitas Salvator kyrka
Ej att förväxla med Sankt Trinitas Salvator kyrka i sten, också i Lund
Sankt Trinitas Salvator kyrka var en medeltida stavkyrka i Lund, som tros ha uppförts på kung Sven Tveskäggs initiativ. Denne var son till kung Harald Blåtand. Kyrkan var, liksom Drotten, troligen helgad åt både Trefaldigheten ("Trinitas") och åt Frälsaren ("Salvator"). 
Lämningar av en träkyrka hittades vid en stor arkeologisk undersökning vid Kattesund 1982–1984. Träkyrkan har daterats till omkring år 990. Fyndet ledde då till att den antagna tiden för Lunds grundläggning tidigarelades trettio år. Senare forskning har dock visat att den danska kungamakten erövrade de sydvästra delarna av Skåne och Uppåkra redan 964, och att Lund måste ha anlagts några år därefter.
Sankt Trinitas Salvator kyrka bedöms vara den tredje äldsta kyrkan i Lund, efter  kungsgårdskyrkan Sankt Clemens, som först byggdes som en träkyrka, troligen under andra hälften av 960-talet samt Sankt Laurentiuskyrkan, som byggdes år 975.
Kyrkan hade ett 8,5 meter brett enskeppigt långhus, och antas ha varit ungefär dubbelt så långt som det var brett. Det betyder att långhuset var omkring 17 meter långt. Stolparna var nedgrävda i jorden och förenade med syllar, vilka bar upp väggarnas stavar. Kyrkan kompletterades senare med ett kvadratiskt, sex gånger sex meter stort kor och en 1,4 meter bred och en meter djup gravkammare under koret. Det verkar som om Sven Tveskäggs kvarlevor begravdes i den våren 1014. 
Kyrkogården runt kyrkan var omkring 68 300 m² stor och innehöll omkring 38 400 gravar. Den omgavs till viss del av grävda rännor som kan ha markerat gränsen för den jord som vigts av en biskop, troligen den engelske prästen Gotebald, som Sven Tveskägg utsåg som missionsbiskop i Skåne omkring år 1000.